# La Paz FC (Mexiko)
La Paz FC war ein mexikanischer Fußballverein aus La Paz, Baja California Sur, der in der Saison 2019/20 in der Serie B der Liga Premier mitwirkte. Aufgrund seiner angespannten ökonomischen Lage hat der Verein sich vor der Saison 2020/21 aus der Liga zurückgezogen.

## Geschichte
Der 2019 gegründete La Paz FC war der überhaupt erst zweite Verein, der Profifußball in den Bundesstaat Baja California Sur brachte. Zuvor waren dies einzig die Delfines de los Cabos, die von 2008 bis 2011 in der alten Segunda División mitgewirkt haben. Während dieser Verein in Los Cabos am südlichen Ende der Halbinsel beheimatet war, vertraten die Lobos Marinos (span. für Kalifornischer Seelöwe) erstmals die Hauptstadt des Bundesstaates im Profifußball.
Das erste Spiel in der Geschichte des La Paz FC wurde am 23. Juli 2019 im heimischen Estadio Guaycura gegen den spanischen Verein Salamanca CF UDS aus der drittklassigen Segunda División B ausgetragen und endete vor großer Kulisse 0:0.
Sein Debüt in der Liga Premier (Serie B) bestritt der La Paz FC am 17. August 2019 in einem Heimspiel gegen Deportivo Nuevo Chimalhuacán, das 3:2 gewonnen wurde. Auch das darauffolgende erste Auswärtsspiel am 24. August 2019 wurde mit 3:0 beim Ciervos FC gewonnen. Wegen der weltweiten COVID-19-Pandemie, die sich ab März 2020 auch zunehmend in Mexiko ausbreitete, musste die Saison vorzeitig abgebrochen werden. Von seinen 23 ausgetragenen Spielen in dieser Saison gewann La Paz 11, je 6 Begegnungen endeten remis bzw. wurden verloren.